# José María Eyzaguirre
José María Eyzaguirre Echeverría (Santiago, 23 de julio de 1911-ibíd., 27 de octubre de 1989) fue un abogado y juez chileno. Ejerció como presidente de la Corte Suprema entre 1975 y 1978.

## Familia y estudios
Hijo de José María Eyzaguirre Gandarillas y de María Echeverría Vial.
Estudió en el Colegio San Ignacio, y posteriormente entró a la carrera de derecho en la Pontificia Universidad Católica de Chile, jurando como abogado el 6 de diciembre de 1933.
Se casó con Ana Sara García de la Huerta Hurtado el 28 de noviembre de 1935, con quien tuvo cinco hijos.

## Carrera judicial
Ingresó al Poder Judicial en 1935, como oficial primero de la secretaría de la Corte Suprema. En 1941 pasó a ser relator de la Corte de Apelaciones de Santiago, mismo rol que tuvo en la Corte Suprema entre 1947 y 1951. En 1948 ejerció como agregado civil de la Embajada de Chile en Buenos Aires, Argentina.
Fue nombrado ministro de la Corte de Apelaciones de Santiago en 1951, donde se mantuvo hasta 1960, cuando asumió como ministro de la Corte Suprema. Fue presidente del máximo tribunal chileno entre 1975 y 1978 y fue miembro del Tribunal Constitucional entre 1981 y 1989. Se jubiló el 25 de abril de 1989, y pocos meses más tarde, el 27 de octubre del mismo año, falleció en la comuna de Providencia, en la capital chilena.

### Condecoraciones extranjeras
- Gran Cruz de la Orden de la Cruz del Sur ( Brasil, 1980).